# پت مک‌گئون

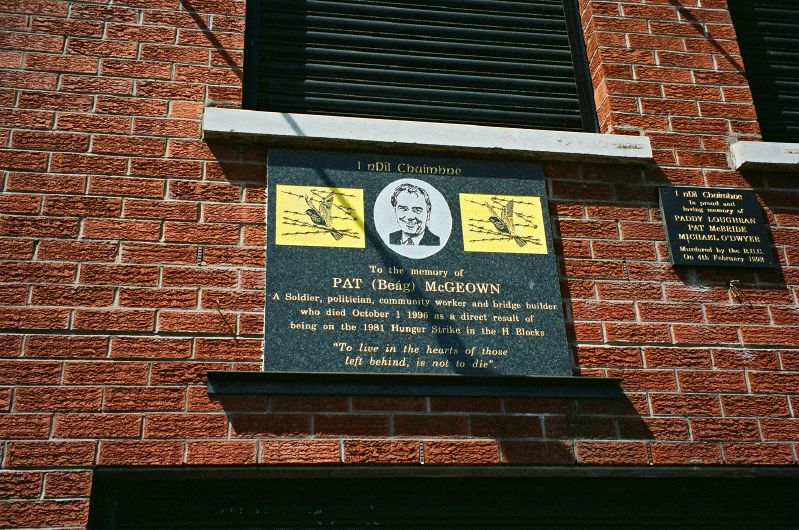
لوحی در یادبود مک‌گئون

پت «بیگ» مک‌گئون (Pat "Beag" McGeown) (۳ سپتامبر ۱۹۵۶ – ۱ اکتبر ۱۹۹۶) داوطلب در ارتش موقت جمهوری‌خواه ایرلند (IRA) بود که در اعتصاب غذای سال ۱۹۸۱ ایرلند شرکت کرد.

## پس‌زمینه و فعالیت در IRA
مک‌گئون در ۳ سپتامبر ۱۹۵۶ در شهر بلفاست، ایرلند شمالی چشم به جهان گشود و در سال ۱۹۷۰ به گروه «فیانا ایرین»، شاخه جوانان ارتش جمهوری‌خواه ایرلند پیوست. او نخستین بار در سن ۱۴ سالگی و دومین بار در سال ۱۹۷۳ دستگیر گردید و تا سال ۱۹۷۴ در زندان لانگ کیش محبوس بود. مک‌گئون بار دیگر در سال ۱۹۷۵ دستگیر شد و به دلیل داشتن مواد منفجره، دست داشتن در انفجار هتل اروپا (Europa Hotel) و همچنین عضویت در ارتش جمهوری‌خواه ایرلند متهم گردید. او هنگامی‌که در سال ۱۹۷۶ محاکمه شد، دادگاه او را به دلیل عضویت در ارتش جمهوری‌خواه ایرلند به ۵ سال زندان و به‌خاطر دست داشتن در انفجار و داشتن مواد منفجره به ۲ حبس ۱۵ ساله هم‌زمان، محکوم به مجازات کرد و در زندان لانگ کیش در وضعیت طبقه‌بندی ویژه محبوس گردید.
مک‌گئون در سال ۱۹۷۸ همراه با برندان مک‌فارلان و لاری مارلی تلاش کرد، از زندان فرار کند. هر سه نفر وسیله قطع‌کننده سیم داشتند، ملبس با یونیفورم افسران زندان بودند و سلاح‌های چوبی در دست داشتند. این فرار اما ناموفق بود و باعث شد تا ۶ ماه حبس دیگر در قید مک‌گئون علاوه شود وضعیت طبقه‌بندی ویژه زندان را نیز از دست بدهد.

## اعتراضات در زندان
مک‌گئون به بلاک – H زندان ماز منتقل شد و در آنجا به اعتراضات پتو (blanket protest) و اعتراضات کثیف (dirty protest) پیوست و این معترضین تلاش نمودند وضعیت طبقه‌بندی ویژه برای زندانیان شبه‌نظامی را تأمین نمانید. مک‌گئون در مصاحبه‌ای سال ۱۹۸۵ وضعیت داخل زندان را در جریان اعتراضات کثیف این‌گونه توضیح داد:
وقت‌های بود که استفراغ می‌کردیم. وقت‌های بود که خسته می‌شدیم و دراز می‌کشیدیم و با حشراتی که در اطراف مان می‌خزیدند نمی‌توانستیم کاری انجام دهیم. باران از کلکین به داخل می‌آمد و ما با حشرات خوابیده در اطراف خویش دراز می‌کشیدیم.
در اواخر ۱۹۸۰، اعتراضات متشنج شد و ۷ زندانی در اعتصاب غذای ۵۳ روزه شرکت کردند که هدف آن برگردانیدن وضعیت سیاسی از طریق تأمین «۵ تقاضا» بود:
1. حق نپوشیدن لباس زندان
2. حق اجتناب از کار زندان
3. حق تعامل آزادانه با سایر زندان و سازمان‌دهی فعالیت‌های تعلیمی و تفریحی
4. حق یک ملاقات، یک نامه و یک بسته در هفته
5. بازگردانیدن کامل امتیازات از دست رفته در اثر اعتراضات[۸]

قبل از آن‌که یکی از زندانیان بمیرد و بدون این‌که وضعیت سیاسی تأمین گردد، اعتصاب غذای پایان یافت. دومین اعتصاب غذای در اول مارس ۱۹۸۱ به رهبری بابی سندز، فرمانده سابق ارتش جمهوری‌خواه ایرلند در زندان شروع شد. مک‌گیوگ پس از آن در ۹ ژوئیه به این اعتصاب غذا پیوست که سندز و ۴ زندانی دیگر از اثر گرسنگی جان سپردند. پس از مرگ ۵ زندانی دیگر و بعد از این‌که مک‌گیوگ در ۲۰ اوت و در ۴۲مین روز اعتصابش به کما رفت، خانواده او مداخله پزشکی را اجازه دادند، تاجانش را نجات دهند.

## آزادی
مک‌گئون در سال ۱۹۸۵ از زندان آزاد شد و نقش فعال خود را در مبارزات ارتش جمهوری‌خواه ایرلند دوباره آغاز کرد و همچنین فعالیت با حزب شین فین، جناح سیاسی جنبش جمهوری‌خواه را شروع کرد. مک‌گئون در سال ۱۹۸۸ به دلیل سازمان‌دهی برای قتل سرجوخه‌ها متهم شد که در اثر این حادثه دو سرباز لباس شخصی از سوی ارتش جمهوری‌خواه ایرلند کشته شدند. در دادگاه ابتدائیه او، سلیسیتر پت فینوکان استدلال کرد که شواهد و مدارک کافی علیه مک‌گئون وجود ندارد، همین بود که اتهام وارده علیه او در ماه نوامبر ۱۹۸۸ لغو شد. مک‌گئون و فینوکان در مقابل دادگاه جاده کرملین باهم عکس گرفتند که این کار باعث شد تا فینوکان از سوی سازمان دفاعی اولستر در ماه فوریه سال ۱۹۸۹ کشته شود. مک‌گئون علی‌رغم مشکلات قلبی به دلیل شرکت در اعتصاب غذای عضو شورای عالی حزب شین فین و شخص فعال در بخش زندانیان جنگ بود. او در سال ۱۹۹۳ در شورای شهری بلفاست انتخاب گردید.

## مرگ
مک‌گئون پس از یک حمله قلبی در گذشت و جسدش در ۱ اکتبر ۱۹۹۶ در خانه‌اش پیدا شد. میچل مک‌لافلین گفت که مرگ او «ضایعه بزرگی برای شین فین و مبارزه جمهوری‌خواهان بود». مک‌گئون در قبرستان میل‌تاون شهر بلفاست در ناحیه جمهوری‌خواهان به خاک سپرده شد. از زمان مرگ‌اش غالباً از او به عنوان «یازدهمین اعتصاب کننده غذای» یاد می‌شود. در سال ۱۹۹۸ جایزه تلاش جامعه مک‌گئون از سوی جری آدامز، رئیس شین فین راه اندازی شد که آدامز در آن همایش از مک‌گئون به عنوان «مرد متواضع اما خاموش، ولی متعهد کامل به برابری و بهبود معیارات زندگی برای همه مردم شهر» توصیف کرد. در ۲۴ نوامبر ۲۰۰۱، لوحه یادبود از مک‌گئون در مقابل دفتر مرکزی حزب شین فین در جاده فالز نصب و رونمایی شد.